# Baccalauréat sciences et technologies de la santé et du social
Pour un article plus général, voir Baccalauréat technologique.
En France, le baccalauréat sciences et technologies de la santé et du social (ST2S) est une des séries du Baccalauréat technologique. Le baccalauréat ST2S est accessible après les classes de première et de terminale ST2S, elles-mêmes accessibles après la classe de seconde générale et technologique, commune aux voies générale et technologique.
Au cours de l'année de seconde, les élèves souhaitant s'orienter vers cette série peuvent suivre l'enseignement optionnel technologique de Santé et social, sans que cela soit obligatoire.

## Histoire
La première version de ce baccalauréat est créée en 1971, pour une première promotion datant de 1973. Il est alors intitulé F8 : Sciences médico-sociales. Avec la grande réforme de 1992 qui entre en vigueur pour les classes de première en 1993, il est simplement dénommé Sciences médico-sociales (SMS) et aboutit à une première promotion en 1995. En 2007, le baccalauréat ST2S remplace le baccalauréat SMS pour les élèves qui entrent en première et débouche sur une première promotion en 2009. À la suite d'une réforme en 2013, le programme et les épreuves changent légèrement tout en gardant le nom de ST2S.

## Épreuves du baccalauréat
La répartition des épreuves, leur durée et leur coefficients sont déterminés par les tableaux suivants.
| Niv 4 Bac +0 17 |                                   | Baccalauréat général Arts, SES, SVT, HGGSP, Humanités, LCA, LLCE, Maths, PC, NSI, SVT, SITerminale générale |                                   | Baccalauréat technologique STAV, ST2S, STD2A, STMG, S2TMD, STI2D, STHR, STLTerminale technologique |                     | Baccalauréat professionnel Alimentaire, Vente, Beauté, Bâtiment, Santé, Design, Véhicules, NumériqueTerminale professionnelle | BMA                                   | BP                                    | CS5 CS4 CS3                           | BM                                    | BTM |
| Niv 3 16        | Première générale                 | Première technologique                                                                                      | Première professionnelle          | CAP 2e année                                                                                       | CAP 2e année        | CAP 2e année | CAP 2e année                          | CAP 2e année                          |                                       |                                       |     |
| 15              | Seconde générale et technologique | Seconde générale et technologique                                                                           | Seconde générale et technologique | Seconde professionnelle                                                                            | CAP 1re année       | CAP 1re année | CAP 1re année                         | CAP 1re année                         | CAP 1re année                         |                                       |     |
| RNCP Âge        | Lycée général                     | | Lycée technologique               | | Lycée professionnel | Centre de formation d'apprentis (CFA)                                                                                         | Centre de formation d'apprentis (CFA) | Centre de formation d'apprentis (CFA) | Centre de formation d'apprentis (CFA) | Centre de formation d'apprentis (CFA) |     |

### Avant 2021

#### Épreuves obligatoires

##### Épreuves anticipées
| Épreuve                       | Coefficient | Nature de l’épreuve | Durée                                                                             |
| ----------------------------- | ----------- | ------------------- | --------------------------------------------------------------------------------- |
| Français                      | 5           | écrite              | 4 heures                                                                          |
| Français                      | 5           | orale               | 50 minutes (30 minutes de brouillon et 20 de passages)                            |
| Activités interdisciplinaires | 2           | orale               | 45 minutes (15 minutes de passage en groupe et 10 minutes entretien par personne) |

Les activités interdisciplinaires sont un travail de groupe.

##### Épreuves terminales
| Épreuve                                       | Coefficient        | Nature de l’épreuve | Durée                      |
| --------------------------------------------- | ------------------ | ------------------- | -------------------------- |
| Histoire et géographie                        | 2                  | écrite              | 2 heures 30                |
| Philosophie                                   | 2                  | écrite              | 4 heures                   |
| Mathématiques                                 | 3                  | écrite              | 2 heures                   |
| Sciences physiques et chimiques               | 3                  | écrite              | 2 heures                   |
| Langue vivante 1                              | 4                  | écrite et orale     | 2 heures (partie écrite)   |
| Langue vivante 2                              | 4                  | écrite et orale     | 2 heures (partie écrite)   |
| Sciences et techniques sanitaires et sociales | 7                  | écrite              | 3 heures                   |
| Projet technologique                          | 7                  | orale               | 15 minutes (oral terminal) |
| Biologie et physiopathologie humaines         | 7                  | écrite              | 3 heures                   |
| Éducation physique et sportive                | - 2 - +2 en option | CCF                 |                            |

Le projet technologique est un travail de groupe.

#### Épreuves facultatives
Le candidat choisit au plus deux épreuves facultatives. Seuls les points excédant 10 sont retenus.
| Épreuve                                                                | Nature de l’épreuve        | Durée                  |
| ---------------------------------------------------------------------- | -------------------------- | ---------------------- |
| Langue vivante 3 étrangère                                             | orale ou écrite            | 20 minutes ou 2 heures |
| Langue vivante 3 régionale                                             | orale                      | 20 minutes             |
| Langue des signes française                                            | orale                      | 20 minutes             |
| Musique                                                                | orale                      | 40 minutes             |
| Arts plastiques, cinéma-audiovisuel, danse, histoire des arts, théâtre | orale                      | 30 minutes             |
| Éducation physique et sportive                                         | contrôle ponctuel terminal |                        |

### Depuis 2021
À compter de la session 2021, les épreuves sont les suivantes :
|                                              | Épreuve                                       | Coefficient | Nature de l'épreuve            | Durée |
| -------------------------------------------- | --------------------------------------------- | ----------- | ------------------------------ | --- |
| Épreuves terminales                          | Français                                      | 5           | Écrite                         | 4 heures                                                                                                 |
| Épreuves terminales                          | Français                                      | 5           | Orale                          | 20 minutes + 30 minutes de préparation                                                                   |
| Épreuves terminales                          | Philosophie                                   | 4           | Écrite                         | 4 heures                                                                                                 |
| Épreuves terminales                          | Épreuve orale terminale                       | 14          | Orale                          | 20 minutes + 20 minutes de préparation                                                                   |
| Épreuves terminales                          | Chimie, biologie et physiopathologie humaines | 16          | Écrite                         | 4 heures                                                                                                 |
| Épreuves terminales                          | Sciences et techniques sanitaires et sociales | 16          | Écrite                         | 3 heures                                                                                                 |
| Évaluations communes                         | Histoire-géographie                           | 5           | Écrite                         | 2 évaluations de 2 heures                                                                                |
| Évaluations communes                         | Langue vivante A                              | 5           | Écrite Orale                   | 1 évaluation écrite de 20 minutes 2 évaluations écrites de 1 heure 20 + 1 évaluation orale de 10 minutes |
| Évaluations communes                         | Langue vivante B                              | 5           | Écrite Orale                   | 1 évaluation écrite de 20 minutes 2 évaluations écrites de 1 heure 20 + 1 évaluation orale de 10 minutes |
| Évaluations communes                         | Mathématiques                                 | 5           | Écrite                         | 3 évaluations de 2 heures                                                                                |
| Évaluations communes                         | Éducation physique et sportive                | 5           | Contrôle en cours de formation | Contrôle en cours de formation                                                                           |
| Évaluations communes                         | Physique-chimie pour la santé                 | 5           | Écrite                         | 2 heures                                                                                                 |
| Évaluation chiffrée des résultats de l'élève | Moyenne générale de la classe de première     | 5           | /                              | / |
| Évaluation chiffrée des résultats de l'élève | Moyenne générale de la classe de terminale    | 5           | /                              | / |

Les épreuves de français (écrite et orale) sont anticipées, c'est-à-dire qu'elles sont passées à la fin de l'année de première.
Les évaluations communes (EC) sont passées à trois reprises : au deuxième et au troisième trimestre de la classe de première ainsi qu'au troisième trimestre de la classe de terminale. La note finale obtenue pour la discipline correspond à la moyenne des évaluations passées. À noter que la Physique-chimie pour la santé n'est évaluée qu'une fois en EC (troisième trimestre de première). L'éducation physique et sportive est évaluée au travers de trois épreuves ponctuelles, réalisées en cours de formation durant la classe de terminale.
L'évaluation chiffrée des résultats de l'élève correspond donc aux moyennes trimestrielles ou semestrielles obtenues en classe de première et de terminale. Tous les enseignements sont donc pris en compte, qu'ils soient communs, de spécialité ou optionnels.

## Les débouchés
Les débouchés des bacheliers ST2S se situent dans les domaines du paramédical, du sanitaire et du social.

### Formations en BTS, DTS ou BUT
Les brevets de technicien supérieur (BTS), les diplômes de technicien supérieur (DTS) et les bachelors universitaires de technologie (BUT) des domaines paramédical et social sont la poursuite logique du bac ST2S. C'est dans ces voies-ci que se dirigent la majorité des bacheliers ST2S. Voici une liste de formations accessibles après un baccalauréat ST2S :
- BTS : Économie sociale et familiale, Services et prestations des secteurs sanitaire et social, Diététique, Analyses de biologie médicale, Podo-orthésiste, Prothésiste-orthésiste, Métiers de l'esthétique-cosmétique-parfumerie, Métiers des services à l'environnement
- DTS : Imagerie médicale et radiologie thérapeutique
- BUT : Carrières sociales, Génie biologique

### Écoles spécialisées
Concernant la préparation à un diplôme d'Etat (DE) au sein d'une école spécialisée, le baccalauréat ST2S est particulièrement adapté aux métiers suivants : 
- Social : assistant de service social, éducateur spécialisé,  conseiller en économie sociale et familiale, éducateur technique spécialisé, éducateur de jeunes enfants, etc.
- Sanitaire : infirmier, aide-soignant, auxiliaire de puériculture, manipulateur en électroradiologie médicale, etc.

### Université
L'entrée à l'université ne nécessite ni examen ni concours. Tous les bacheliers sont acceptés dès lors que ceux-ci ont la moyenne au baccalauréat. Toutefois, comme pour chaque baccalauréat, certaines mentions semblent plus envisageables que d'autres : 
- Sciences de la vie
- Sciences sociales
- Sciences sanitaires et sociales
- Psychologie
- Sciences pour la santé
- Administration Publique

Grâce à la réforme, les bacheliers ST2S sont plus à même de réussir à l'université que les anciens bacheliers SMS (sciences et techniques médico-sociales).[réf. nécessaire]
La PACES (premier année commune aux études de santé) est, comme pour toute filière universitaire, accessible pour tous les bacheliers. Bien que les bacheliers ST2S soient avantagés dans diverses disciplines de la biologie et de la santé publique, leurs lacunes en physique, chimie et mathématiques, sans être synonymes d'échec inévitable, peuvent représenter un grand frein à la réussite du concours. 
Le niveau élevé en matière rédactionnelle permet aux bacheliers ST2S qui disposent d'un très bon niveau de soumettre leur dossier en vue d'intégrer des grandes écoles (Science-Po, HEC ...).  
Si auparavant les bacheliers issus de la filière SMS pouvaient directement prétendre au métier de secrétaire médical, ce n'est plus le cas avec le bac ST2S, la réforme ayant supprimé le stage et l'enseignement en bureautique. Il est donc nécessaire de poursuivre ses études avec une formation adéquate d'un à deux ans.